# Los Puentes
Los Puentes är en ort i Mexiko.   Den ligger i kommunen Ixtlahuacán del Río och delstaten Jalisco, i den centrala delen av landet, 500 km väster om huvudstaden Mexico City. Los Puentes ligger 1 774 meter över havet och antalet invånare är 244.
Terrängen runt Los Puentes är kuperad åt nordväst, men åt sydost är den platt. Terrängen runt Los Puentes sluttar söderut. Runt Los Puentes är det ganska glesbefolkat, med 23 invånare per kvadratkilometer. Närmaste större samhälle är Ixtlahuacán del Río, 8,1 km söder om Los Puentes. Omgivningarna runt Los Puentes är en mosaik av jordbruksmark och naturlig växtlighet.